# Liputan6.com
Liputan6.com – indonezyjski internetowy serwis informacyjny, od 2018 roku należący do sieci KapanLagi Youniverse.
Strona została założona w 2000 roku. Nazwa serwisu pochodzi od nazwy programu informacyjnego Liputan 6 emitowanego na antenie SCTV.
Pierwotnym właścicielem portalu była stacja SCTV, należąca do przedsiębiorstwa Surya Citra Media. Początkowo serwis prezentował wiadomości z programu tej stacji telewizyjnej. Z czasem przekształcił się w pełnoprawny portal informacyjny, oferujący treści o różnej tematyce (polityka, sport, biznes, technologia, rozrywka, zdrowie, styl życia itp.).
W ciągu miesiąca portal Liputan6.com odnotowuje ponad 40 mln wizyt (stan na 2020 rok). Według publikacji The SAGE International Encyclopedia of Mass Media and Society jest to jeden z najchętniej czytanych serwisów informacyjnych w Indonezji. W rankingu Alexa Internet konsekwentnie znajdował się w pierwszej dwudziestce najpopularniejszych witryn indonezyjskich (w maju 2018 r. był na pozycji 9., w sierpniu 2021 r. na pozycji 11., a w lutym 2022 r. na pozycji 5.).